# Дзед Василь Іванович
Васи́ль Іва́нович Дзед — міський голова міста Конотоп у 2010–2015 роках.

## Біографія
Народився 8 січня 1957 року у селищі міського типу Вільшана Черкаської області.
Закінчив Іркутський інститут народного господарства.
Працювати почав робітником заводу порошкової металургії міста Бровари.
Восени 2010 року балотувався від Української соціал-демократичної партії і 31 жовтня 2010 року був обраний на посаду міського голови міста Конотоп.

## Діяльність на посаді міського голови
Після перемоги на виборах Василь Іванович змінив політичну приналежність і вступив у Партію Регіонів. Звідти його виключили в березні 2013 року.
24 квітня 2013 року міська рада міста Конотоп відправила його у відставку, але вже з 14 червня був поновлений на посаді в судовому порядку.
На виборах міського голови у 2015 році програв представнику партії «Свобода» Артему Семеніхіну.